# Refugi de la Coma d'en Vidal
Sa Coma d'en Vidal és un refugi situat a Estellencs, a Mallorca.
La finca ocupa 56 hectàrees entre la serra de Pinotells i la carena del mont des Castellet. Va ser adquirida pel Govern el 2002 amb fons de l'ecotaxa i cedida al Consell de Mallorca el 2015.
El refugi es va inaugurar després d'un any d'obres el 2016  i es va integrar a la xarxa del Consell de Mallorca, per donar servei als usuaris de la Ruta de Pedra en Sec (GR 221). .Té capacitat per a 22 persones i els excursionistes l'han de reservar a través de la Unitat de Refugis del Departament de Medi Ambient.
Sa Coma d'en Vidal se incorpora a la oferta de refugios de Mallorca
En 2019 es va tancar definitivament debut a les dificultats en la gestió.
A finals d'Abril de 2025 el refugi de la Coma d'en Vidal ha reobert amb noves millores.